# Seznam vítězů diamantové ligy v hodu oštěpem
Toto je seznam vítězů diamantové ligy v hodu oštěpem.

## Celkoví vítězové
| Muži                 | Muži                |
| -------------------- | ------------------- |
| Diamantová liga 2010 | Andreas Thorkildsen |
| Diamantová liga 2011 | Matthias de Zordo   |
| Diamantová liga 2012 | Vítězslav Veselý    |
| Diamantová liga 2013 | Vítězslav Veselý    |
| Diamantová liga 2014 | Thomas Röhler       |
| Diamantová liga 2015 | Tero Pitkämäki      |
| Diamantová liga 2016 | Jakub Vadlejch      |
| Diamantová liga 2017 | Jakub Vadlejch      |
| Diamantová liga 2018 | Andreas Hofmann     |
| Diamantová liga 2019 | Magnus Kirt         |
| Diamantová liga 2020 | bez vítěze          |
| Diamantová liga 2021 | Johannes Vetter     |
| Diamantová liga 2022 | Níradž Čopra        |
| Diamantová liga 2023 | Jakub Vadlejch      |
| Diamantová liga 2024 | Anderson Peters     |
| Diamantová liga 2025 | bude oznámeno       |

| Ženy                 | Ženy                   |
| -------------------- | ---------------------- |
| Diamantová liga 2010 | Barbora Špotáková      |
| Diamantová liga 2011 | Christina Obergföllová |
| Diamantová liga 2012 | Barbora Špotáková      |
| Diamantová liga 2013 | Christina Obergföllová |
| Diamantová liga 2014 | Barbora Špotáková      |
| Diamantová liga 2015 | Barbora Špotáková      |
| Diamantová liga 2016 | Madara Palameika       |
| Diamantová liga 2017 | Barbora Špotáková      |
| Diamantová liga 2018 | Taccjana Chaladovičová |
| Diamantová liga 2019 | Lü Chuej-chuej         |
| Diamantová liga 2020 | bez vítěze             |
| Diamantová liga 2021 | Christin Hussongová    |
| Diamantová liga 2022 | Kara Wingerová         |
| Diamantová liga 2023 | Haruka Kitagučiová     |
| Diamantová liga 2024 | Haruka Kitagučiová     |
| Diamantová liga 2025 | bude oznámeno          |